# رودخانه وارک
رودخانه وارک (به انگلیسی: Wark (river)) رودخانه‌ای است که در لوکزامبورگ جریان دارد.